# 西原吉治郎
西原 吉治郎（にしはら きちじろう、1869年1月8日（明治元年11月26日） - 1935年（昭和10年）12月27日）は、長門厚狭郡厚南村（現・山口県宇部市）出身の建築家。1897年（明治30年）から1917年（大正6年）までは福岡県営繕係や愛知県営繕係に奉職し、1918年（大正7年）に名古屋市初の個人建築事務所を開設して活動した。

## 経歴

### 学生時代
父は西原英治郎、母はノエ。1869年1月8日（明治元年11月26日）、長門厚狭郡厚南村大字東須恵（現・山口県宇部市）に西原家の長男として生まれた。厚狭郡須恵小学校（現・宇部市立厚南小学校）を卒業し、吉敷郡山口町の山口黒城塾で学んだ後、大阪商業学校（現・大阪市立天王寺商業高等学校）に入学した。さらに東京の講英学舎や神田数理学校（現・東京高等学校）で学び、さらに1889年（明治22年）2月には開校したばかりの工手学校（現・工学院大学）造家科に入学し、1890年（明治23年）7月に第3期生として卒業した。工手学校在学中の1889年4月には教授らの推薦により、設立されたばかりの造家学会（現・日本建築学会）に準会員として入会している。

### 実務・現場監督時代 (1890 - 1897)
工科学校卒業後には日本土木会社に入った。1891年（明治24年）1月からの半年間は、東京・紀尾井町の伏見宮邸で製図と監督係の補助を務めた。1892年（明治25年）1月からは高原弘造の補助として、猿若町から下谷二長町に移転する市村座で現場主任監督方を務めた。1893年（明治26年）2月には臨時兵庫県雇として、工場主任を務めて堤防や橋梁などを設計した。同年9月には西原家の家督を相続し、同郷の杉益子と結婚した。
1894年（明治30年）10月から1895年（明治31年）3月には、東京・麹町の行政裁判所庁舎の工事監督補助を務めた。1896年（明治29年）2月頃には京都の紫野織物合資会社の新築主任技師となり、工場や倉庫や寄宿舎を設計して工事監督を務めた。同年11月から1897年（明治30年）2月には京都銀行と大阪製帽会社の設計を委託された。

### 福岡県営繕係 (1897 - 1906)
1897年（明治30年）4月には福岡県土木課営繕係に奉職。土木課で建築を担当する土木技手は数人しかおらず、同じ土木技手の白岩正雄が文部省に出向すると、1901年には日本赤十字社福岡支部の設計と工事監督を引き継いだ。福岡県での博覧会、九州医科大学（九州帝国大学医学部）校舎、旧制福岡県立東筑中学校（現・福岡県立東筑高校）、小倉工業学校（現・福岡県立小倉工業高等学校）などの設計監理を担当した。さらにこの時期には福岡県福岡工業学校（現・福岡県立福岡工業高校で非常勤講師を務めている。柳川藩主立花伯爵邸（現・御花 西洋館）は西原が担当していたが、西原の退職後には亀田丈平が仕事を引き継いで1910年に完成している。

### 愛知県営繕係 (1906 - 1918)

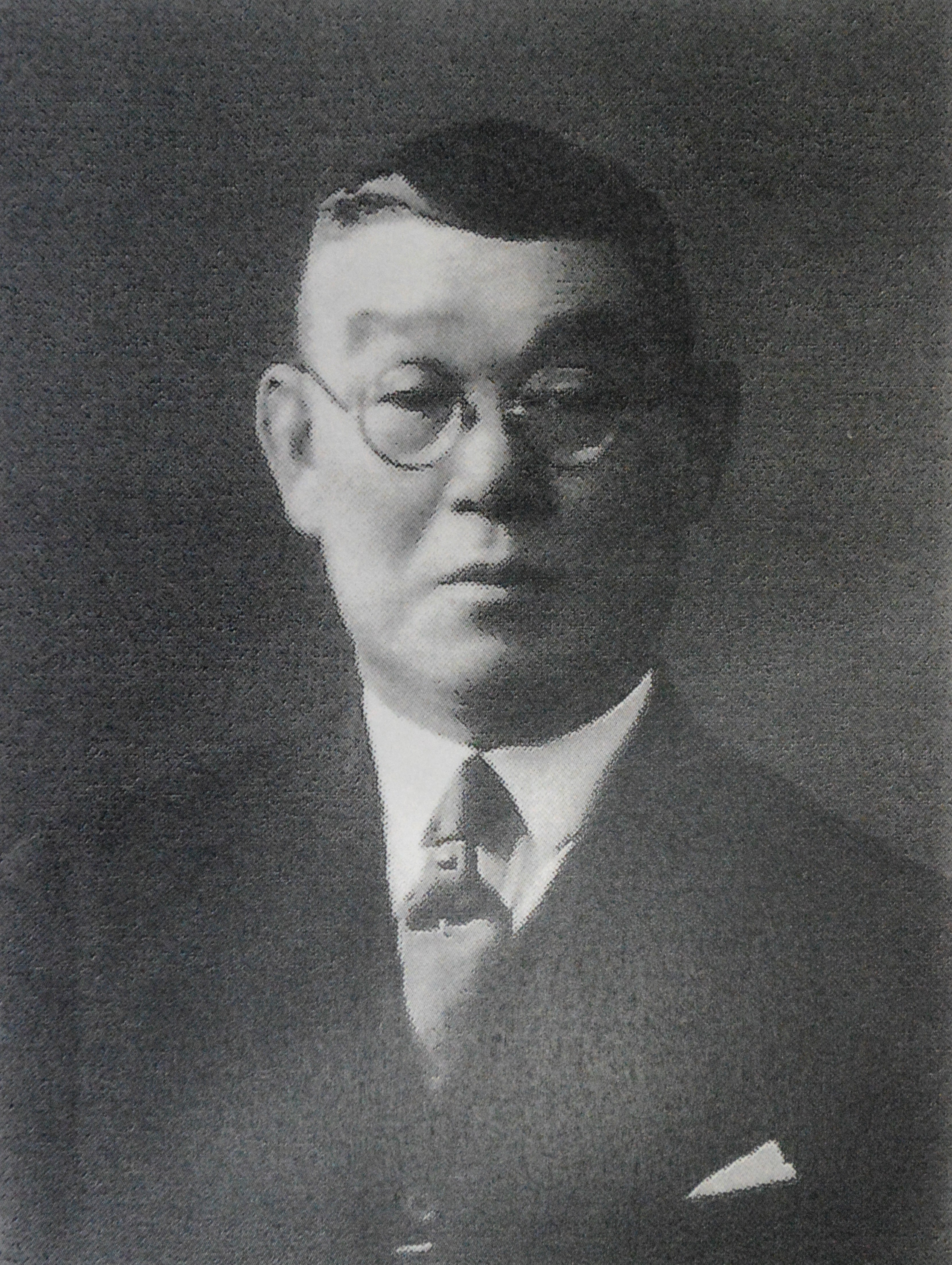
同時代の名古屋で活躍した鈴木禎次

1906年（明治39年）には愛知県営繕係に転職した。1907年（明治40年）から1916年（大正5年）までは県委員を務め、営繕係の中心人物となっている。1905年には旧制第八高等学校、1910年には第10回関西府県連合共進会、1910年には愛知県商品陳列館、1910年には愛知県女子師範学校、1911年には愛知病院・医学校（現・名古屋大学医学部附属病院）、1911年には愛知県第五中学校（現・愛知県立瑞陵高等学校）の建物の設計を担当している。
なお、第10回関西府県連合共進会の会場設計は曽禰中條建築事務所（曽禰達蔵・中條精一郎）、愛知県商品陳列館の設計は鈴木禎次、愛知病院は同院の医師で通訳を務めた鈴木宗泰が基本構想を立てている。愛知病院の建物は現存していないものの、鶴舞公園に面した「名古屋大学医学部附属病院門及び外塀」が国の登録有形文化財となっている。
なお、戦前の名古屋の建築界では、滝学園本館や講堂を設計した村瀬國之助、広瀬久彦、神保芳松、根津忠太郎、鈴木庄三郎、瀬戸文吾など、工手学校の卒業生が数多く活躍している。

### 西原建築工務所 (1918 - 1935)
1917年（大正6年）には愛知県営繕課を退職し、1918年（大正7年）には名古屋市内に建築事務所「西原建築工務所」を開設して独立した。西原の独立は鈴木禎次の独立（1921年）よりも早く、名古屋市で最初期の個人建築事務所であった。南設楽郡新城町の新城町立実科高等女学校（現・愛知県立新城高校）、碧海郡安城町の安城町立安城高等女学校（現・愛知県立安城高校）などの学校建築を手掛けている。いずれも学校の運営が愛知県に移管される前のことであった。
学校建築以外では、1917年（大正6年）頃に西尾市の岩瀬文庫書庫を設計したが、西尾市資料館が西原の作品であることを突き止めるまで、その設計者は長らく不詳とされていた。岩瀬文庫書庫は関東大震災の直前に建設された煉瓦造の建築であり、煉瓦造の技術や意匠が頂点に達した時期の建築であるほか、地方都市に現存する数少ない煉瓦造の建築である。1919年（大正8年）から1922年（大正11年）に三重県四日市市の富田病院、1922年に名古屋市栄町の尾三銀行本店、1925年（大正14年）に西尾市の岩瀬文庫児童館（現・西尾市立図書館おもちゃ館）などを設計した。尾三銀行本店は西原の代表的建築の一つであり、塔屋を有する赤レンガ造の建物だった。岩瀬文庫書庫はレンガ造4層の建物、岩瀬文庫児童館は木造平屋建の建物であり、今日ではいずれも国の登録有形文化財になっている。

## 作品
- 1901年 日本赤十字社福岡支部（福岡市）
- 九州医科大学校舎（福岡市）
- 旧制福岡県立東筑中学校（福岡市）
- 小倉工業学校（小倉市）
- 1905年 旧制第八高等学校（名古屋市）
- 1910年 御花 西洋館（福岡市） - 現存。文化財指定なし。
- 1910年 第10回関西府県連合共進会（名古屋市）
- 1910年 愛知県商品陳列館（名古屋市）
- 1910年 愛知県女子師範学校（名古屋市）
- 1911年 愛知病院・医学校（名古屋市） - 門と外塀が現存。2007年10月2日に国の登録有形文化財[8][11]。
- 1911年 愛知県第五中学校（名古屋市）
- 1912年 新城町立実科高等女学校（新城市）
- 1917年頃 岩瀬文庫書庫（西尾市） - 現存。1999年6月7日に国の登録有形文化財[12][13][14]。
- 1921年 安城町立安城高等女学校（安城市）
- 1919年-1922年 富田病院（四日市市）
- 1922年 尾三銀行本店（名古屋市）
- 1922年 尾三銀行東新町支店
- 尾三銀行一宮支店（一宮市）
- 1925年 西尾市立図書館おもちゃ館（西尾市） - 現存。1999年6月7日に国の登録有形文化財[12][15]。

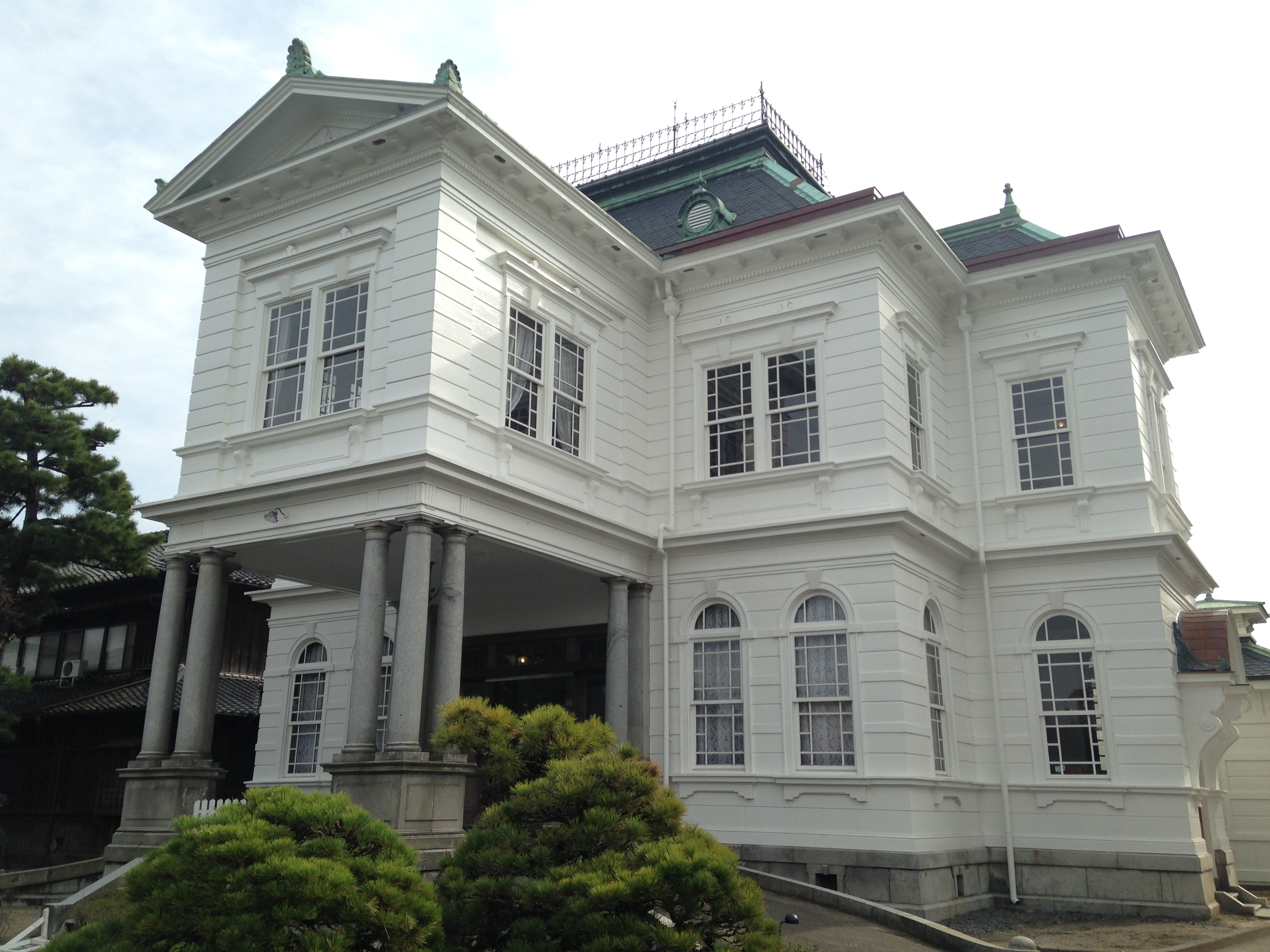
御花 西洋館（西原を引き継いだ亀田丈平の作）
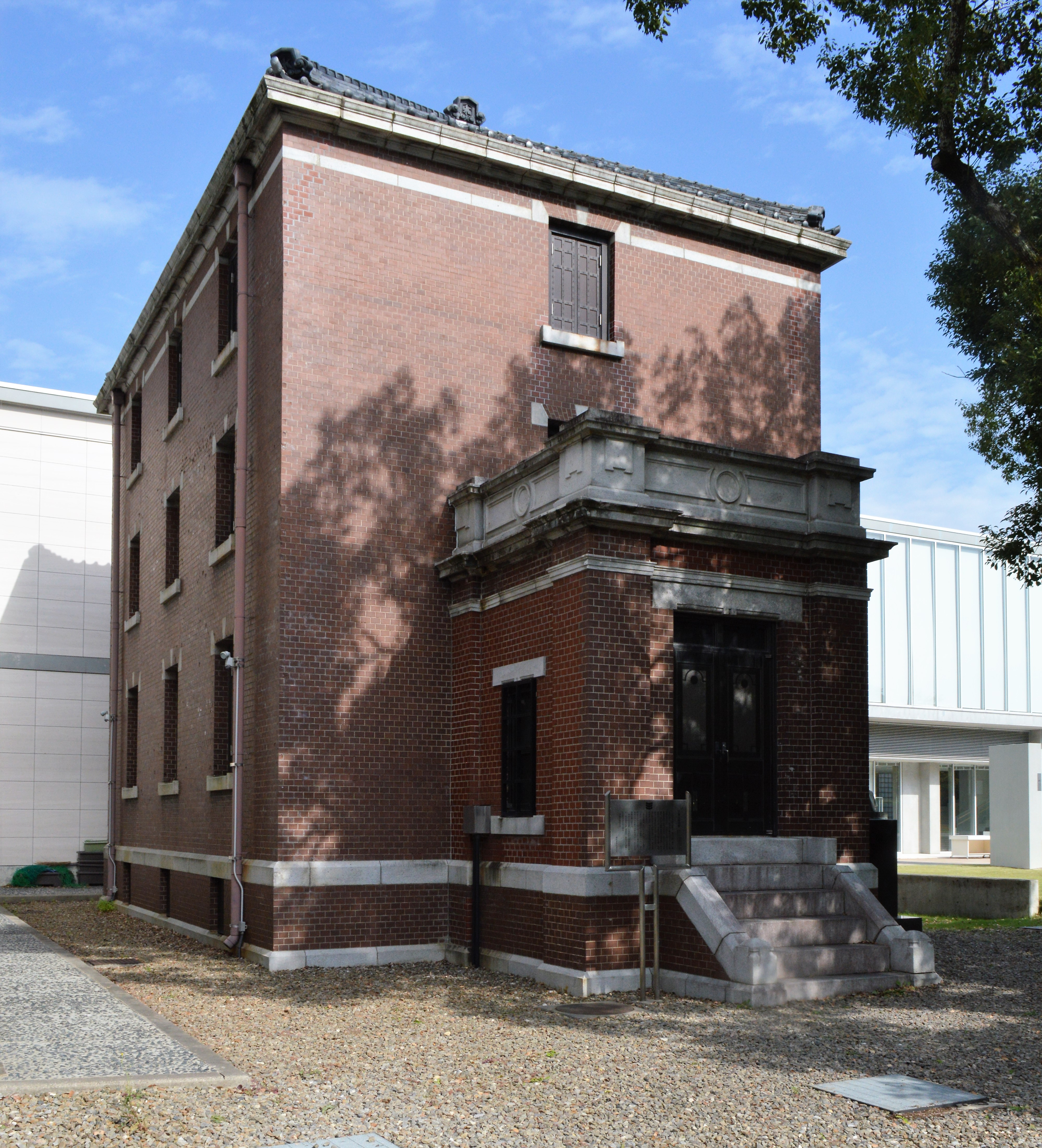
岩瀬文庫書庫（1917年頃）
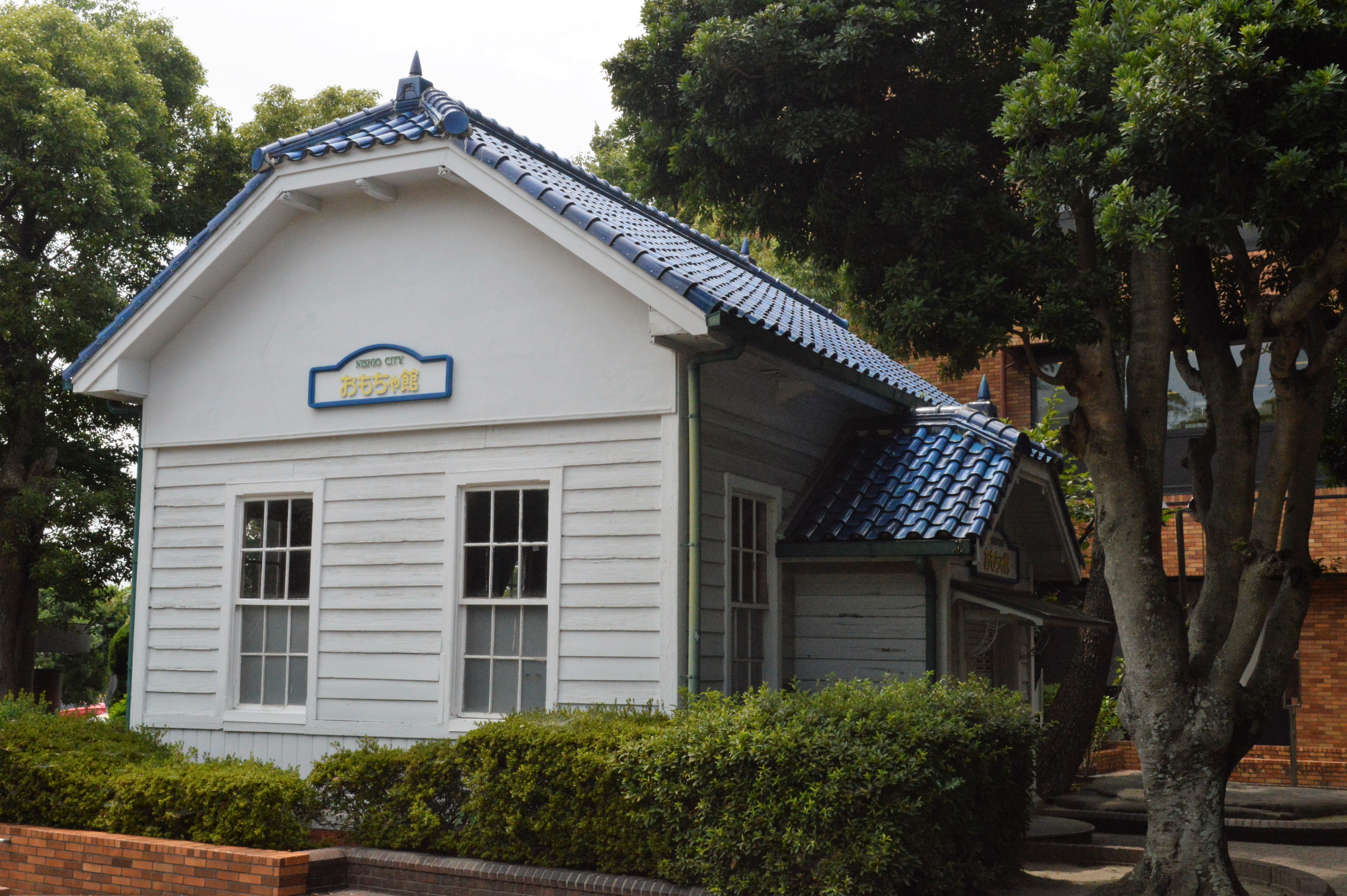
西尾市立図書館おもちゃ館（1925年）